# John Corbett
John Corbett, född 9 maj 1961 i Wheeling i West Virginia, är en amerikansk skådespelare och countrysångare.
Corbett spelade Aidan Shaw i TV-serien Sex and the City i totalt 22 avsnitt under år 2000–2003. Han spelade en möbeldesigner som var Carrie Bradshaws (Sarah Jessica Parker) pojkvän. Hans rollfigur var mycket snäll och ödmjuk. Corbett spelade även Ian Miller i Mitt stora feta grekiska bröllop (2002). 2015–2016 spelade han en biroll i TV-serien Sex&Drugs&Rock&Roll, som sändes i FX.
John Corbett är delägare i en club som heter Fenix Underground i Seattle. Han spelar piano och gitarr, och han är vegetarian. 2006 gav han ut en countryskiva. 

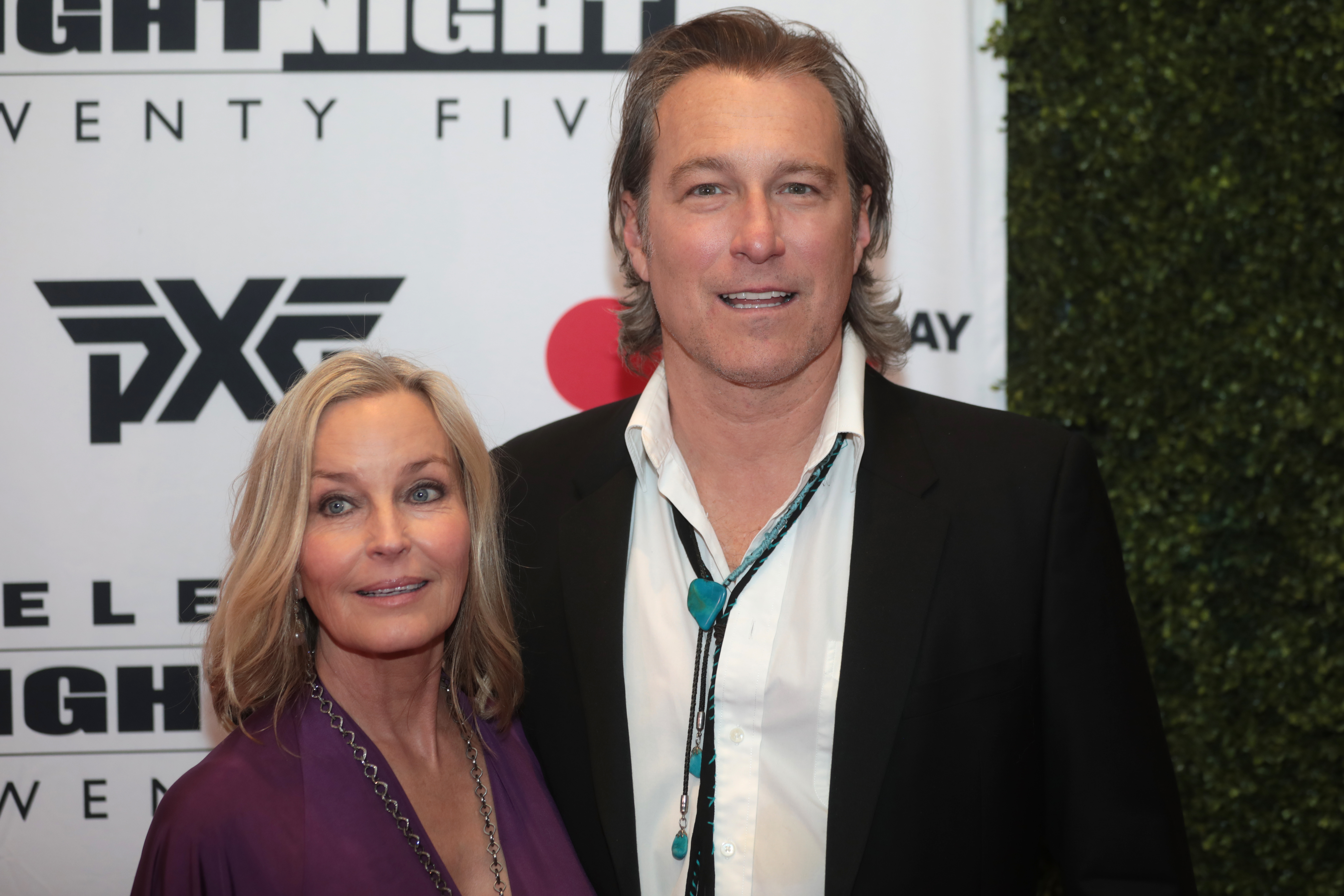
John Corbett och hans fru Bo Derek.

Han är tillsammans med skådespelaren Bo Derek sedan 2002. De gifte sig 2020.

## Filmografi i urval
- 1990–1995 – Det ljuva livet i Alaska (TV-serie)
- 2000–2003 – Sex and the City (TV-serie)
- 2001 – Private Lies
- 2002 – Mitt stora feta grekiska bröllop
- 2004 – Raise Your Voice
- 2004 – Helens små underverk
- 2004 – Elvis Has Left the Building
- 2007 – The Messengers
- 2009 – I Hate Valentine's Day
- 2010 – Sex and the City 2
- 2010 – Ramona and Beezus
- 2014 – Kiss Me
- 2014 – The Lookalike
- 2015 – The Boy Next Door
- 2015–2016 – Sex&Drugs&Rock&Roll (TV-serie) (20 avsnitt)
- 2016 – My Big Fat Greek Wedding 2
- 2016 – My Dead Boyfriend
- 2017 – All Saints

## Diskografi
Album
- 2006 – John Corbett
- 2013 – Leaving Nothin' Behind

Singlar
- 2005 – "Good to Go"